# Rebel Meets Rebel
Rebel Meets Rebel – projekt łączący muzykę country i heavy metal. W jego skład wchodzili muzycy Pantery: gitarzysta Dimebag Darrell, perkusista Vinnie Paul i basista Rex Brown oraz muzyk country David Allan Coe jako wokalista.
Zespół wystąpił na żywo jeden raz w klubie "Lonestar Beach Club" w Dallas. Był to występ charytatywny na przeszczepienie wątroby, dla jednego z przyjaciół muzyków Pantery.
Album "Rebel Meets Rebel" został wydany 2 maja 2006, dwa lata po zamordowaniu Darrella przez fana-psychopatę Nathana Gale'a. Nagrania dotarły do 38. miejsca listy Billboard 200 w USA.

## Dyskografia
| Tytuł             | Dane dot. albumu                               | Pozycja na liście | Pozycja na liście | Pozycja na liście | Sprzedaż        |
| Tytuł             | Dane dot. albumu                               | USA               | USA Ind.          | USA Rock          | Sprzedaż        |
| ----------------- | ---------------------------------------------- | ----------------- | ----------------- | ----------------- | --------------- |
| Rebel Meets Rebel | - Data: 2 maja 2006 - Wydawca: Big Vin Records | 38                | 2                 | 16                | - USA: 26 tys.+ |